# Миряна Лазарова-Трайковска
Миряна Лазарова-Трайковска (на македонска литературна норма: Мирјана Лазарова-Трајковска) е видна юристка от Северна Македония, членка на Конституционния съд на страната от 2003 до 2008 година.

## Биография
Родена е на 5 ноември 1963 година в град Струмица, тогава в Социалистическа федеративна република Югославия. Основно и средно образование завършва в родния си град, а в 1986 година завършва Юридическия факултет на Скопския университет „Кирил и Методий“. В 1988 година започва работа в Сектора за вътрешни работи - Струмица, след което работи на различни постове във вътрешното министерство. От 2003 годена е заместник началник на Сектора за административни дела в Главното управление за вътрешни работи в Скопие, от 1995 година е началник на Сектора за административно-надзорни дела в министерството, от февруари 1999 година е помощник на министър на вътрешните работи, отговарящ за административния надзор, от януари 2001 година е съветник в кабинета на министъра на вътрешните работи, а от септември 2001 година ръководи Сектор човешки права в министерството. През юли 2002 година президентът на страната я назначава за председател на Държавната изборна комисия.
От 8 май 2003 година до 2008 година е съдийка в Конституционния съд на Република Македония.
След края на мандата ѝ в Конституционния съд, Миряна Лазарова-Трайковска от февруари 2008 година е избрана за съдийка в Европейския съд по правата на човека, където остава до януари 2017 година.
На 7 февруари 2020 година Съдебният съвет на Република Македония я избира за съдийка във Върховния съд на Република Македония.
Миряна Лазарова-Трайковска е авторка на много трудове в областта на управлението и публичната администрация.